# Mellan raderna (artist)
Mellan raderna är den svenska reggae-artisten Syster Sols tredje musikalbum som soloartist.
Förutom att släppas på CD-skiva säljs albumet även på USB-minne i form av en visselpipa. Minnet har plats för 4 gigabyte data och kan tömmas efter att musikalbumet förts över till en dator eller MP3-spelare.

## Låtlista
| Nr  | Titel                                        | Längd |
| --- | -------------------------------------------- | ----- |
| 1.  | Inte som det verkar                          | 3:18  |
| 2.  | 4.29                                         | 0:50  |
| 3.  | Full fokus (featuring Aki)                   | 3:11  |
| 4.  | Throw it on the floor (featuring Dirty Jens) | 3:53  |
| 5.  | Drama                                        | 3:44  |
| 6.  | Jag gråter                                   | 4:47  |
| 7.  | Känns så nice (featuring Mysticman)          | 4:00  |
| 8.  | Vilken väg                                   | 3:38  |
| 9.  | Gangsta                                      | 4:18  |
| 10. | Inte som det verkar (Marcus Price Remix)     | 4:20  |
| 11. | Som vi gör (featuring Björn Bonnevier)       | 3:04  |